# Terapia de exposición prolongada
La Terapia de exposición prolongada (EP) es una psicoterapia especializada en el tratamiento de Trastorno por estrés postraumático (TEPT). Es un tipo específico de Terapia cognitivo-conductual, y particularmente un tipo de terapia de exposición. La Exposición Prolongada le enseña al paciente a acercarse gradualmente a los recuerdos, sentimientos y situaciones relacionados con el trauma que ha estado evitando desde el suceso traumático. Al enfrentarse a estos desafíos, pueden disminuir sus síntomas de TEPT.

## Funcionamiento
La EP funciona al ayudar al paciente a enfrentar sus miedos. Al hablar sobre los detalles del trauma y al confrontar situaciones seguras que ha estado evitando, pueden disminuir sus síntomas de TEPT y recuperar el control de su vida. Las sesiones y la terapia son de manera individual. 
1. Psicoeducación: Educación sobre reacciones comunes al trauma; justificación de cómo la Exposición Prolongada ayuda a disminuir el TEPT; entrenamiento de la respiración, para así ayudar con posibles ataques de ansiedad.
2. Exposición imaginaria a la memoria del trauma.  Los pacientes suelen recordar el trauma de una forma tan real que sienten el mismo miedo que sintieron en aquel instante, por ello se desarrolla un miedo a recordar. La Exposición imaginaria conlleva una preparación previa, y se trata de examinar los recuerdos del trauma de una forma que ayude al paciente a distinguir entre pasado (trauma) y el presente (recuerdo), para así tomar un punto de vista diferente acerca de lo sucedido, y mejorar el control de los recuerdos del trauma.
3. Exposición in vivo, exposición a situaciones seguras que se evitan debido al miedo relacionado con el trauma. Esta contiene una primera parte en la que se explica al paciente los motivos por los que sus síntomas duran en el tiempo, y como esta técnica puede ayudarlos. Después, se crea una jerarquía en la que se incorporan situaciones que dirigen a recuerdos del trauma, o que devuelven el miedo a que se repita, y se introducen ejercicios de activación conductual. De forma consensuada con el paciente se selecciona el ejercicio a realizar.

La EP generalmente incluye de 8 a 15 sesiones semanales (por lo que el tratamiento dura aproximadamente 3 meses), pero esto puede variar. Las sesiones duran de 60 a 90 minutos cada una.